# Bešenovački Prnjavor
Bešenovački Prnjavor (izvirno srbsko Бешеновачки Прњавор) je naselje v Srbiji, ki upravno spada pod Občino Sremska Mitrovica; slednja pa je del Sremskega upravnega okraja.

## Demografija
V naselju, katerega izvirno (srbsko-cirilično) ime je Бешеновачки Прњавор, živi 120 polnoletnih prebivalcev, pri čemer je njihova povprečna starost 44,9 let (43,9 pri moških in 45,8 pri ženskah). Naselje ima 57 gospodinjstev, pri čemer je povprečno število članov na gospodinjstvo 2,54.
To naselje je, glede na rezultate popisa iz leta 2002, večinoma srbsko.
|  |

| Demografija | Demografija     | Demografija     |
| Leto        | Št. prebivalcev | Št. prebivalcev |
| ----------- | --------------- | --------------- |
|             |                 |                 |
|             |                 |                 |
|             |                 |                 |
|             |                 |                 |
| 1948        | 153             |                 |
| 1953        | 158             |                 |
| 1961        | 167             |                 |
| 1971        | 167             |                 |
| 1981        | 150             |                 |
| 1991        | 140             | 138             |
| 2002        | 145             | 145             |
|             |                 |                 |

| Etnična sestava po popisu iz leta 2002 | Etnična sestava po popisu iz leta 2002 | Etnična sestava po popisu iz leta 2002 | Etnična sestava po popisu iz leta 2002 | Etnična sestava po popisu iz leta 2002 |
| -------------------------------------- | -------------------------------------- | -------------------------------------- | -------------------------------------- | -------------------------------------- |
| Srbi                                   | Srbi                                   |                                        | 137                                    | 94,48%                                 |
| Hrvati                                 | Hrvati                                 |                                        | 2                                      | 1,37%                                  |
| Neznano                                | Neznano                                |                                        | 6                                      | 4,13%                                  |